# 율곡과 그 어머니
"율곡과 그 어머니"는 한국에서 제작된 이종기 감독의 1963년 영화이다. 김석훈 등이 주연으로 출연하였고 정병준 등이 제작에 참여하였다.

## 출연

### 주연
- 김석훈
- 주증녀
- 이민자

## 기타
- 조명: 윤창화
- 미술: 임명선